# Трунов, Михаил Петрович
Михаил Петрович Трунов (1931—2010) — советский партийный и государственный деятель, первый секретарь Белгородского обкома КПСС, председатель Правления Центрального союза обществ потребительской кооперации СССР.
Член ЦК КПСС в 1976—90 гг. (кандидат в члены ЦК КПСС в 1971—76 гг.).

## Биография
Родился 28 мая 1931 года в поселке Боровское Лисичанского района Луганской области. В 1954 году окончил Московскую сельскохозяйственную академию имени К.А. Тимирязева. Кандидат экономических наук.
Трудовой путь начал в 1954 году был главным агрономом, директором МТС, председателем райисполкома, первым секретарём райкома партии.
- в 1964 г. работал секретарём Белгородского обкома КПСС.
- в 1969 г. — председателем Белгородского облисполкома.
- в 1971—1983 гг. — первый секретарь Белгородского обкома КПСС. По свидетельству И. К. Полозкова, после смерти секретаря ЦК по селу Фёдора Кулакова в 1978 году, среди кандидатур на этот пост назывался Трунов[1].
- в 1983—1987 гг. — председатель правления Центросоюза СССР.
- в 1987—1991 гг. — советник при Совете Министров РСФСР
- в 1991—2008 гг. — председатель Всероссийского совета ветеранов войны, труда, Вооружённых сил и правоохранительных органов.

На XXIV съезде партии был избран кандидатом в члены ЦК КПСС, на XXV, XXVI и XXVII съездах — членом ЦК КПСС. Депутат Верховного Совета СССР и РСФСР нескольких созывов.
Скончался 3 апреля 2010 года в Москве. Похоронен на Кунцевском кладбище.

## Награды и звания
- орден Ленина
- орден Ленина
- орден Октябрьской революции
- орден Трудового Красного Знамени
- орден Знак Почёта
- орден Почёта (Россия)
- Орден Дружбы
- медали